# Fran Mažuranić
Vladimir Fran Mažuranić (Novi Vinodolski, 26. ožujka 1859. – Berlin, 20. kolovoza 1928.) bio je hrvatski književnik. Sin je putopisca Matije Mažuranića.

## Životopis
Nakon osnovne škole u rodnom mjestu, s uspjehom okončava četiri razreda realke u Zagrebu. Na očevo inzistiranje školovanje nastavlja u Pragu, u srednjoj tehničkoj školi. Međutim, po naravi nemiran, ubrzo napušta tu školu i prelazi u Moravsku, gdje upisuje i privodi kraju husarsku časničku školu. Službuje u brojnim hrvatskim i slovenskim mjestima. Iz vojske je otpušten 1900., poradi kršenja stege, i od tada mu se za širu javnost zametnuo svaki trag. Rijetke kontakte održava samo s najbližom rodbinom. Umro je u Berlinu.

## Djela
- Lišće, Crtice Frana Mažuranića (1887., prijevod na njemački 1893.)
- Lišće i druga djela (izbor), u nakladi Društva hrvatskih književnika, 1916.
- Od zore do mraka (Matica hrvatska, 1927.)
- Od zore do mraka (Dopunjak izdanju Matice hrvatske), 1927.

## Vanjske poveznice
- Kultura na Kvarneru